# MT Melsungen
Il Melsunger Turngemeinde 1861 e.V. è una squadra di pallamano tedesca avente sede a Melsungen.

È stata fondata nel 1861.

Disputa le proprie gare interne presso lo Rothenbach-Halle di Kassel il quale ha una capienza di 4.300 spettatori.

## Rosa 2024-2025

### Giocatori
| N° | Naz.                  | Ruolo | Sportivo              |      |  |  |
| -- | --------------------- | ----- | --------------------- | ---- |  |  |
| 1  | Polonia (bandiera)    | P     | Adam Morawski         | 1994 |  |  |
| 16 | Montenegro (bandiera) | P     | Nebojša Simić         | 1993 |  |  |
| 36 | Polonia (bandiera)    | P     | Paweł Krawczyk        | 2005 |  |  |
| 80 | Germania (bandiera)   | P     | Carsten Lichtlein     | 1980 |  |  |
| 2  | Germania (bandiera)   | A     | Leon Stehl            | 2006 |  |  |
| 4  | Danimarca (bandiera)  | T     | Nikolaj Enderleit     | 1997 |  |  |
| 6  | Spagna (bandiera)     | T     | Erik Balenciaga       | 1993 |  |  |
| 7  | Croazia (bandiera)    | A     | David Mandić          | 1997 |  |  |
| 8  | Ungheria (bandiera)   | PV    | Adrián Sipos          | 1990 |  |  |
| 10 | Lettonia (bandiera)   | T     | Dainis Krištopāns     | 1990 |  |  |
| 11 | Germania (bandiera)   | A     | Dimitri Ignatow       | 1998 |  |  |
| 13 | Brasile (bandiera)    | PV    | Rogério Moraes        | 1994 |  |  |
| 17 | Germania (bandiera)   | PV    | Felix Danner          | 1985 |  |  |
| 18 | Germania (bandiera)   | A     | Florian Drosten       | 2004 |  |  |
| 19 | Islanda (bandiera)    | T     | Elvar Örn Jónsson     | 1997 |  |  |
| 21 | Islanda (bandiera)    | PV    | Arnar Freyr Arnarsson | 1996 |  |  |
| 24 | Portogallo (bandiera) | T     | Alexandre Cavalcanti  | 1996 |  |  |
| 26 | Germania (bandiera)   | T     | Tom Wolf              | 2006 |  |  |
| 28 | Svezia (bandiera)     | T     | Jonathan Svensson     | 1998 |  |  |
| 33 | Danimarca (bandiera)  | T     | Aaron Mensing         | 1997 |  |  |
| 71 | Tunisia (bandiera)    | A     | Mohamed Darmoul       | 1998 |  |  |
| 73 | Germania (bandiera)   | A     | Timo Kastening        | 1995 |  |  |
| 80 | Spagna (bandiera)     | A     | Ian Barrufet          | 2004 |  |  |

### Staff
- Allenatore:  Roberto García Parrondo
- Vice allenatore:  Finn Lemke
- Preparatore dei portieri:  Carsten Lichtlein
- Preparatore atletico:  Florian Sölter